# Sabicea bullata
Espèce
Sabicea bullata Zemagho, O. Lachenaud & Sonké est une espèce de plantes de la famille des Rubiaceae et du genre Sabicea, endémique du Cameroun.

## Description
Sabicea bullata se reconnaît à ses feuilles cordées et fortement bullées. La plante possède des inflorescences glomérulaires sessiles.

## Habitat et distribution
Sabicea bullata pousse sur les monts Bakossi et les monts Rumpi au sud-ouest du Cameroun.